# 이펙터

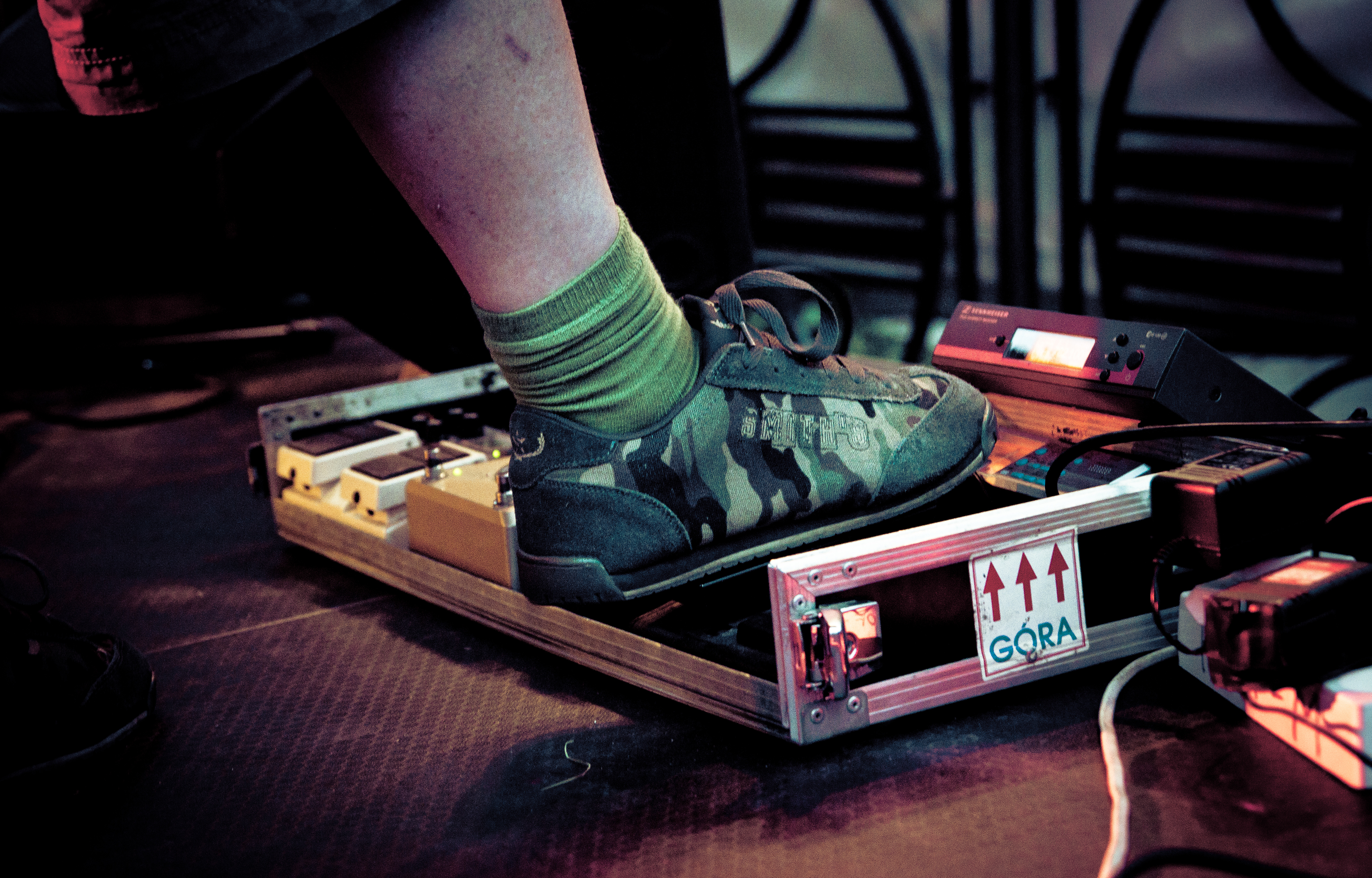

이펙터(Effect)는 소리를 변화시켜 다양한 효과를 얻을 수 있는 장치이다.

## 종류
- 악기
  - 컴펙트 페달
    - 드라이브 계열
      - 부스터 (Booster)
      - 오버드라이브 (OverDrive)
      - 디스토션 (Distortion)
      - 퍼즈 (Fuzz)
      - 하이게인

    - 모듈레이션 계열
      - 코러스 (Chorus)
      - 페이저 (Phaser)
      - 플랜저 (Flanger)
      - 비브라토 (Vibrato)
      - 트레몰로 (Tramolo)
      - 피치쉬프터 (Pitch Shifter)

    - 필터 계열
      - 와우 (Wah)
      - 노이즈게이트 (Noise Gate)
      - 이퀄라이저 (EQ)
      - 오토와우 / 터치와우 (auto-wah)

    - 공간계
      - 딜레이
      - 리버브
      - 에코
      - 테이프에코

    - 다이나믹계열
      - 컴프레서 (Compressor)
      - 리미터

  - 렉

## 역사
초기에는 아날로그로 구현되어 매우 큰 이펙터도 존재하였다. 전자 기술이 발달함에 따라 소형화되었으며, 현재에는 디지털 칩으로 구현하여 여러 이펙터를 한 곳에 모아 쓸 수 있게 발전되었다.

## 같이 보기
- 분류:음향 효과
- 음향효과